# Ganoderma oroleucum
Ganoderma oroleucum är en svampart som beskrevs av Pat. & Har. 1906. Ganoderma oroleucum ingår i släktet Ganoderma och familjen Ganodermataceae.   Inga underarter finns listade i Catalogue of Life.